# 메이팡
메이팡(중국어: 梅方, 병음: Méi Fāng, 1989년 11월 14일 ~ )은 중국의 전 축구 선수로 과거 수비수로 뛰었다.

## 축구인 경력

### 클럽 경력
우한 광구 유소년 클럽 출신이며 2009년에 우한 줘얼로 이적했다. 우한 줘얼은 2009 중국 을급리그 시즌에서 우승을 차지하면서 중국 갑급리그로 승격되었다.
2012년부터 2013년까지 우한 줘얼의 주장을 맡았으며 우한 줘얼은 2012 중국 갑급리그 시즌에서 2위를 기록하면서 중국 슈퍼리그로 승격되었다. 2014년 1월 1일에는 광저우 헝다 타오바오로 이적했다.

### 국가대표 경력
2014년 6월 18일에 열린 북마케도니아와의 친선 경기를 통해 중국 축구 국가대표팀에 데뷔했으며 2015년 AFC 아시안컵에 참가했다.